# Стара црква у Јагодини
Црква Светог архангела Михаила или Стара црква у Јагодини, подигнута је у периоду од 1818. до 1824. године и представља непокретно културно добро као споменик културе.
Цркву посвећену Светом архангелу Михаилу подигао је кнез Милош Обреновић, у време када је Јагодина још била под турском влашћу и када у њој није било других цркви. Сама грађевина у основи има облик крста, била је веома скромних размера 17,60x8,30 метра и висине од 10 метара. Пред главним улазним вратима, налази се једна велика бела мермерна плоча са трима розетама у плитком рељефу, за коју се зна да је ту донета и постављена после рушења јагодинске џамије 1926. године. 
У почетку црква није имала звоник, јер употреба звона у црквама у то време није била дозвољена. После Хатишерифа из 1830. године и добијања слободе богослужења и грађења светих храмова, кнез Милош је подигао звоник.